# Puente de la bahía de Qingdao
El puente de la bahía de Quingdao une la ciudad de Qingdao en la provincia de Shandong, por el distrito Huangdao a través de las aguas del sector norte de la bahía de Qingdao. Su longitud es de 42,5 km y reduce la distancia entre las localidades de Qingdao y Huangdao en 31 km, reduciendo el tiempo de viaje a la mitad (de aprox. 40 a 20 minutos). La estructura, inaugurada el 30 de junio de 2011 es el puente sobre agua más largo del mundo. Anteriormente, el puente sobre agua más largo del mundo fue la Calzada del lago Pontchartrain, de 38 km de longitud y situado en Luisiana (Estados Unidos).
La construcción del puente duró 4 años y empleó a más de 10 000 personas. Para su construcción fueron necesarias 450 000 toneladas de acero y 2,3 millones de metros cúbicos de hormigón. El diseño corrió a cargo de Shandong Gaosu Group. El puente está diseñado para soportar seísmos de intensidad, tifones y colisiones de barcos. El puente está sustentado por más de 5000 pilares, y tiene una anchura de 35 metros, con 6 carriles y dos arcenes. El costo del puente es de unos 14 800 millones de yuanes (2300 millones USD).
El puente reduce el trayecto entre ambos puntos a la mitad (30 km).